# Molekuláris evolúció
A molekuláris evolúció a DNS, az RNS és a fehérjék evolúciós változásával foglalkozik. Ez a tudomány az 1960-as években kezdődött, amikor a molekuláris biológia, az evolúcióbiológia és a populációgenetika művelői elemezni kezdték a nukleinsavakat és a fehérjéket szerkezetük és működésük szerint. Legfontosabb témái az enzimfunkciók, a molekuláris óra használata a fajképződés vizsgálatában és a nem funkcionális RNS vizsgálata. A genomszekvenálás, a fehérjekarakterizáció és a bioinformatika robbanásszerű fejlődése nagyban segítette ezeket a témákat a népszerűvé válásban. A 2000-es években a figyelem a génduplikáció és az adaptív molekuláris evolúció felé fordult. A génduplikációval azért foglalkoznak, mert hozzájárulhatott az új génfunkciók kialakulásához.

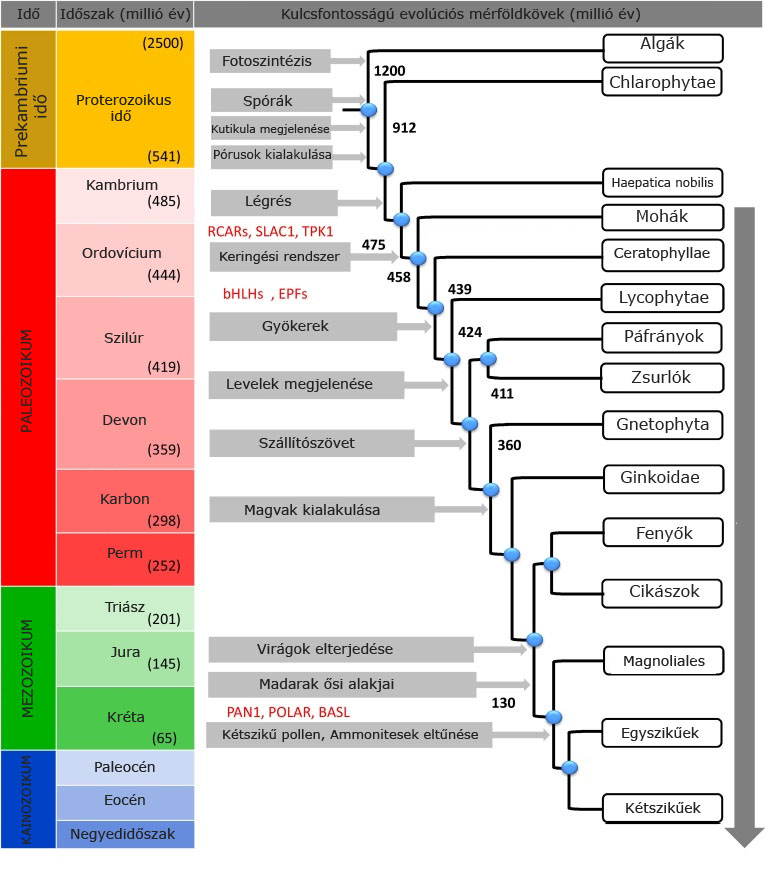
Molekuláris evolúciós szintek, növények funkcionális sajátságaira tekintettel (Zhong-Hua Chen, 2016)

## Története
A molekuláris evolúció tudományterülete a 20. század elejéig követhető vissza (összehasonlító biokémia). A molekuláris biológia fejlődésével az 1960-as és az 1970-es években vált önálló tudományterületté. A fehérjeszekvenálás lehetővé tette a molekuláris biológusok számára, hogy a szekvenciákon alapuló törzsfákat alkossanak, és hogy különböző homológ molekularészleteket hasonlítsanak össze, molekuláris órával megbecsülve az utolsó közös ős korát. Az 1960-as évek végén a molekuláris evolúció semlegességi elmélete megadta az elméleti alapot a molekuláris órához, bár ennek használata ellentmondott annak, hogy az akkori kutatók ragaszkodtak a pánszelekció elméletéhez, vagyis ahhoz, hogy a szelekció az evolúció egyedüli hatóereje. Az 1970-es évek után a nukleinsavak szekvenálásával bepillanthattak a riboszomális RNS-be. Ennek hatására új elméleteket alakítottak ki az élet történetének korai szakaszáról.
A molekuláris rendszertan eredményeit az 1960-as években Emile Zuckerkandl, Emanuel Margoliash, Linus Pauling és Walter M. Fitch foglalta össze. A molekuláris rendszertan úttörői Charles G. Sibley (madarak), Herbert C. Dessauer (hüllők és kétéltűek), és Morris Goodman (főemlősök), majd Allan C. Wilson, Robert K. Selander és John C. Avise (több rendszertani csoportot vizsgált) voltak. A fehérjék elektroforézise 1956-tól vált elérhetővé. Habár az eredmények nem voltak mérőszámhoz köthetők és kezdetben nem segítették a morfológiai osztályozást, de utaltak arra, hogy például a madarak régóta használt rendszere alapos átvizsgálásra és javításra szorul. 1974 és 1986 között a DNS hibridizációja vált a fő technikává.

## Fontosabb témái
- Mutáció, kiválasztódás
- Az allélgyakoriság változása, lásd populációgenetika
- Genetikai sodródás
- Vándorlás
- Semlegességi elmélet (Motoo Kimura)
- Evolúciós alkalmazkodás (Masatoshi Nei)
- Filogenezis, új taxonok létrejötte (Walter M. Fitch, Joe Felsenstein)
- RNS-világ (Walter Gilbert)
- Génduplikáció (Susumu Ohno)
- Az alkalmazkodás matematikai elmélete (John H. Gillespie)

### Mutációk, semlegességi elmélet és pontozott egyensúly
A mutációk az evolúció hajtóerejének tekinthetők. A kedvezőtlen változatokat a szelekció szűri ki, míg a kedvezők a differenciált termékenység miatt felhalmozódnak. Szintén felhalmozódhatnak a semleges mutációk, amik nem okoznak előnyt vagy hátrányt. A semlegességi elmélet szerint a legtöbb mutáció semleges. Ez eredményezheti a pontozott egyensúlyt, ami az evolúcióelmélet modern értelmezése.
Eszerint egy populáció hosszú ideig keveset változhat, ha elég jól alkalmazkodott a viszonylag állandó környezetéhez. De ha a környezete megváltozik, akkor maga a populáció is evolúciós szempontból gyorsan megváltozhat, új fajjá alakulhat. Ez az idő nemzedékekben mérhető, és mivel a különböző fajok élettartama nagyon különböző, ezért nem lehet egységes időkeretet szabni.

### Az allélgyakoriság változása
Az allélgyakoriság megváltozásának négy különböző módját ismerik:
- Szelekció, ami a differenciált termékenységen és halálozáson alapul. Az első szűrő a differenciált halálozás, amely a még nem ivarérett egyedekre hat. Kifejlett korban ehhez hozzájárul a termékenység különbözősége. Ez okozza, hogy a hátrányos allélok gyakorisága csökken, és a kedvezőké nő a következő nemzedékben. A nemi szelekció a kiválasztódás fontos eleme, ami a fajtársak által végzett kiválasztás. Ez egyes kedvezőtlen tulajdonságok kedvezővé válásához és megszaladási jelenségekhez vezethet.
- A genetikai sodródás a kisebb populációkban fellépő jelenség. A kiválasztódás véletlenszerűségén alapul, mivel a jobb tulajdonságok nem jelentenek automatikusan hosszabb életet és nagyobb termékenységet, hanem csak nagyobb esélyt. Nagy populációkban a nagy számok törvénye szerint összesítve több utóduk lesz, ami az egyes egyedekre nem feltétlenül igaz. Egy kisebb populációban nem érvényesül a nagy számok törvénye, így előfordulhat, hogy egy kedvező allél kevés hordozója fiatalon elpusztul, míg semleges vagy egy kifejezetten káros allélokat hordozó társaik túlélnek. Minél kisebb a populáció, annál erősebb a genetikai sodródás.
- Az allélgyakoriság megváltozhat úgy is, hogy ugyanahhoz a fajhoz, de más populációhoz tartozó egyedek érkeznek egy populáció területére. Az őshonos populáció egyedei keverednek az újonnan érkezettekkel. Ha a bevándorlók allélgyakorisága különbözik az őshonosétól, akkor a populáció allélgyakorisága megváltozik. Hasonló a helyzet, ha nem új egyedek érkeznek, hanem a populáció egyes tagjai keresnek új élőhelyet maguknak.
- A mutációk szintén megváltoztathatják az allélgyakoriságot, új allélokat hozva be. Ha ugyanaz a mutáció többször is megtörténik, akkor az új allél terjedése felgyorsul.
- Nem a gyakoriság megváltozása, de evolúciósan fontos jelenség az alapító hatás. Ha az új populációt kevés egyed alapítja, akkor nem hordoznak minden allélt, vagy más gyakoriságban hordozzák őket, mint az a populáció, amiből erednek; ezért az általuk alapított populációban is más arányokban lesznek jelen az egyes allélok.

### A filogenezis molekuláris tanulmányozása
A molekuláris rendszerezés a rendszertan és a molekuláris genetika hagyományos területe. A DNS és az RNS molekulaszerkezetének tanulmányozása az evolúciós biológia szempontjából támogatja a rendszerezést.
A molekuláris rendszerezést a DNS szekvenálásának fejlődése tette lehetővé. A DNS vagy RNS szekvenálása azt jelenti, hogy meghatározzák a benne levő bázispárok sorrendjét. Eddig csak néhány, a kutatások szempontjából fontos faj, például modellszervezetek teljes DNS-ét szekvenálták, mivel a rendszerezéshez elég egyes jól meghatározott lókuszokból kiindulva rövid, úgy ezer bázispárnyi szakaszokat is megszekvenálni, és mivel a teljes DNS megszekvenálása még mindig drága mulatság.

## Az evolúció hajtóereje
Az evolúció különböző hajtóerejeinek tulajdonított viszonylagos fontosságtól függően a következők evolúciós magyarázatok léteznek a molekuláris evolúcióra:
- A szelekcionista nézet szerint a molekuláris szintű evolúciót a kiegyensúlyozás és a pozitív szelekció visz előre.[4] Ez az elgondolás gyakran a pánszelekciót veszi alapul, ami szerint egyedül a kiválasztódás elég erős ahhoz, hogy megmagyarázza az evolúciót, és mellette csak kevés szerep jut a genetikai sodródásnak és a mutációnak.[3]
- A semlegességi elmélet mindhárom tényezőnek ugyanolyan fontosságot tulajdonít. Az elméletet M. Kimura[5] vetette fel, amit J. L. King és T. H. Jukes[6] fejlesztett tovább. Az elmélet szerint a legtöbb mutáció legfeljebb semleges, de a rossz mutációkat hamar eltávolítja a szelekció, így a megmaradók között a semlegesek lesznek többségben. Ezek elterjedése leginkább a genetikai sodródással lehetséges, ami kihat mind a nukleotid polimorfizmusra, mind a fajok közötti különbségek rögzülésére.[7][8][9]
- A mutácionista elmélet a mutációkból vett minta torzítását és a genetikai sodródást hangsúlyozza.[10] Az elgondolást Sueoka vetette fel. Szerinte a GC tartalmának változását nem a pozitív szelekció okozta, hanem az a GC mutációs nyomás eredménye.[11]

## A genom evolúciója
A genomikus evolúció a genom szerkezetének változását vizsgálja az evolúcióban. Foglalkozik a genom szerkezetével, a genetikai parazitákkal, az összehasonlító genomikával és a poliploid génkészlet jelenségével. Az evolúcióbiológusokat leginkább a következő kérdések érdeklik:
- Hogyan érte el a genom a jelenlegi méretét?
- A genom mekkora része tartalmaz hasznos információt, és mennyi benne a szemét DNS vagy RNS?
- Hogyan oszlanak el a gének a genomban?
- Hogyan szerveződnek a nukleotidok?
- Hogyan alakult ki a genetikai kód transzlációja?[12]

### A genom mérete
A genom mérete az általa tartalmazott örökítőanyag összesített mérete. A genom egyaránt tartalmaz kódoló és nem kódoló szakaszokat. A kódoló szakaszok kódolják a szervezet fehérjéit, míg a nem kódoló régiók egy része a szabályozásban vesz részt, másik része nem működik, vagyis szemét DNS. A genom méretét C-értéknek is nevezik. A C-érték fajra jellemzőnek tekinthető, mivel egy fajon belül csak keveset változik, a különböző fajok C-értéke ellenben nagyon változatos. A genomméret továbbá szoros korrelációban áll a mitózis és a meiózis időtartamával, a generációs időtartam nagyságával. Mindezek ugyanakkor feltételezik, hogy az evolúció során a genomméret változását a természetes szelekció nagy mértékben befolyásolta.

#### Deléciós-inszerciós spektrum
A kis méretű spontán nukleotid deléciók és inszerciók spektruma és előfordulási gyakorisága talán az egyik legalapvetőbb paramétere a genomméret változásában. Az inszerciók (DNS-szakaszok beépülése a genomba) - gyakoriságának növekedése a deléciók (vagyis szakaszok kiesése) kárára, magától értetődően filogenetikai értelemben a genomméret növekedését idézi elő. Érdekes tény, hogy a vizsgálatok szerint a rágcsálókban az ilyen spontán genetika mutációk jóval gyakoribbak mint például az emberben. Emlősökben olyannyira alacsony, hogy a deléciót és inszerciót nem is veszik figyelembe, mint szelekciós nyomást.

### Prokarióta genom
A prokarióták egysejtű élőlények, melyeknek nincs külön sejtmagjuk, és a sejthártyájukhoz sem tapadnak sejtszervecskék. Törzseik a baktériumok és a kékmoszatok; ezeket az utóbbiakat kékbaktériumoknak is nevezik. A rajtuk végzett vizsgálatok szerint genomjuk mérete erősen korrelál génjeik számával. Eszerint a genom mérete erősen függ a benne levő gének méretétől is.

### Eukarióta genom
A baktériumok genomjának méretéről alkotott összefüggés nem vihető át az eukariótákra, vagyis a genom mérete nem korrelál a gének számával. A genom mérete sokkal nagyobb, mint ahogy a kódoló kodonok száma alapján becsülnénk.

## A legjelentősebb kutatók
A tudományterület fejlesztésében részt vevő legfontosabb kutatók:
- Motoo Kimura — semlegességi elmélet
- Masatoshi Nei — adaptív evolúció
- Walter M. Fitch — filogenetikai rekonstrukció
- Walter Gilbert — az RNS világa
- Joe Felsenstein — filogenetikai módszerek
- Susumu Ohno — génduplikáció
- John H. Gillespie — az adaptáció matematikája
- Dan Graur - a molekuláris evolúció semleges modelljei
- Wen-Hsiung Li - a molekuláris evolúció semleges modelljei

## Szaklapok és társaságok
Kifejezetten a molekuláris evolúcióval foglalkozik a Molecular Biology and Evolution, Journal of Molecular Evolution, és a Molecular Phylogenetics and Evolution. Emellett még a genetikai, molekuláris biológiai, rendszertani, genomikai és evolúcióbiológiai szaklapok is publikálnak molekuláris evolúcióval foglalkozó cikkeket. A Society for Molecular Biology and Evolution minden évben szervez konferenciát, és saját szaklapot is kiad, ami a "Molecular Biology and Evolution" címet viseli.

## Kapcsolódó területek
A molekuláris evolúció szolgáltatja a háttérmagyarázatot a molekuláris törzsfák elkészítéséhez, és segíti az élőlények korrekt, a fajok történetén alapuló rendszerezését.
A molekuláris evolúció kutatásában használt eszközöket és elméleteket tovább hasznosítják az összehasonlító genomikában és a molekuláris genetikában, míg az ott szerzett adatok nagyban hozzájárultak a molekuláris evolúció fejlődéséhez.